# 击鼓王系列
击鼓王（英語：Percussion Master）是由鈊象电子(IGS)所开发的第二款的音乐游戏。该游戏最初推出于2004年，目前拥有击鼓王、击鼓王 加强版、鼓王2、鼓王2008、鼓王3~骑士与公主5个版本。該遊戲特色是以收錄華語流行歌曲為主，兼收日韩英流行歌曲，面向中文玩家，分为大陆简体、台湾繁体和英文三种语言，以下主要就大陆所使用的版本进行介绍。

## 各代介紹

### 击鼓王
於2004年推出，機台採用IC卡儲存玩家的遊戲紀錄。

### 击鼓王 加强版
為「击鼓王」的加強版本，機台可讀取及儲存「击鼓王」遊戲專用IC卡的遊戲紀錄。

### 鼓王2
於2006年推出，機台框體設計和遊戲畫面與先前的「击鼓王」有極大差異，同樣採用IC卡儲存玩家的遊戲紀錄，並新增支援網路連線功能。

### 鼓王2008
於2008年推出，機台框體設計和遊戲畫面繼承先前的「击鼓王」模式，此代的遊戲專用IC卡可繼承「击鼓王」、「鼓王2」的遊戲紀錄。

### 鼓王3~骑士与公主
於2011年推出，機台框體設計和先前版本有極大的差異，除了支援網路連線功能外，並取消先前版本的IC卡儲存遊戲紀錄功能，和唯舞獨尊Online街機版一樣改以線上登錄帳號方式進行遊戲及儲存遊戲紀錄，並在鼓面旁邊新增數字按鍵以供玩家設定帳號資料和輸入帳號密碼進入遊戲之用(同時可以當選擇的按鈕，類似Pump It Up)。
※目前該遊戲網路服務已於2013年12月31日結束

### 各代主題曲
擊鼓王主题曲
- Percussion Master

鼓王2主题曲
- 艾斯的世界

鼓王3主题曲
- 心之鼓動

## 遊戲模式
與Beatmania、EZ2DJ、DJMax一樣都是下落式節奏遊戲。在遊戲歌曲進行中當音符落至最下方判定線時，利用鼓棒敲擊相對應的鼓面以獲得分數及增加血量。當歌曲結束時血量超過及格線則可通過，若因失誤使血量為零時則不會強制結束遊戲。（但在挑戰模式則是當因失誤使血量為零時即會強制結束遊戲。）

### 基本操作
機台共有兩組鼓面可供2人同時遊戲。每組鼓面有大鼓及左右小鼓各一個，其中大鼓的敲擊部位又可分為鼓面與鼓緣兩種（其敲擊方式和太鼓之達人街機版相同）。

### 选项修改
在選擇遊戲歌曲時依序敲击左小鼓、右小鼓、左小鼓、右小鼓即可開啟選項修改畫面。（類似韓國PIU，不過是2次）
1. ↑  Konata Ch. . YouTube. 2023-3-29 （中文（臺灣））.